# Семён Фёдорович (князь воротынский)
Князь Семён Фёдорович Воротынский († после 1496) — верховский удельный князь из рода Воротынских.
Сын Фёдора Львовича Воротынского и Марии Корибутовны, княжны Новгород-Северской, дочери князя Корибута Ольгердовича.
Имел братьев:  Дмитрий и Михаил Фёдоровичи.

## Биография
После смерти отца, его сыновья Михаил, Дмитрий и Семён Фёдоровичи унаследовали Воротынское княжество. Каждый из братьев владел третью Воротынска. 10 марта 1483 года князь Семён Фёдорович вместе с братом Дмитрием и племянником Иваном Михайловичем принес вассальную присягу на верность королю польскому и великому князю литовскому Казимиру Ягеллону. Кроме трети Воротынска, Семёну Фёдоровичу принадлежали городки Мосальск, Серпейск, Залидов, Городечна, Лучин и Опаков.
Вначале братья Семён и Дмитрий Фёдоровичи верно служили великому князю литовскому, совершали разорительные набеги на пограничные московские земли. В конце 1488 года князья Воротынские совершили набег «с знамяны и трубами» на Медынскую волость. Весной 1489 года великий князь московский Иван III Васильевич (1462—1505) организовал ответный поход на Воротынское княжество. Одиннадцать русских воевод под командованием князя Василия Ивановича Патрикеева вторглись в литовские пограничные владения и осадили Воротынск. Братья Дмитрий и Семён Воротынские руководили обороной своей удельной столицы. Русские воеводы не смогли захватить Воротынск, но сожгли посады и разорили городские окрестности, захватив много пленников.
В декабре 1489 года князь Дмитрий Фёдорович, брат Семёна, перешёл со своим уделом на службу к великому князю московскому Ивану III Васильевичу. Дмитрий Федорович перешёл в московское подданство «со всею своею отчиною» и захваченной им «дольницей» своего брата Семёна, который сохранял верность вассальной присяге на верность Казимиру. Дмитрий Фёдорович силой отобрал у своего брата Семёна удел, а также захватил его казну и заставил его бояр и слуг перейти к себе на службу. Семён Фёдорович сохранял верность великому князю литовскому Казимиру Ягеллону до самой его смерти (июнь 1492 года).
В августе 1492 года великий князь московский и государь всея Руси Иван III Васильевич организовал крупный поход на пограничные литовские владения. Первое русское войско под командование князя Фёдор Телепня-Оболенского захватило города Мценск и Любутск. Города были разорены и сожжены. В плен были взяты мценские и любутские бояре. В это же время второе войско во главе с Василием Лапиным и Андреем Истомой захватили городки Хлепень и Рогачёв. В сентябре князья Иван Михайлович Перемышльский и Одоевские захватили Мосальск, взяв в плен местных мосальских князей.
В конце 1492 года Семён Фёдорович со своим удельным княжеством перешёл на службу к великому князю московскому Ивану III Васильевичу. Согласно литовскому источнику, его принудил к этому родной брат Дмитрий Фёдорович Воротынский. В своей грамоте к новому великому князю литовскому Александру Казимировичу, Семён Фёдорович объяснил свой переход на московскую службу тем, что Великое княжество Литовское не смогло защитить его владений. Семён Воротынский перешёл в московское подданство не только с владениями, некогда пожалованными ему великим князем литовским Казимиром (города Городечня и Лучин-Городок с волостьми), но также и захватил города Серпейск и Мезецк. В том же 1493 году братья Дмитрий и Семён Фёдоровичи совершили поход на Мосальское княжество, князья которого сохраняли верность Великому княжеству Литовскому, разорили и сожгли Мосальск.
В начале 1493 года великий князь московский Иван III Васильевич организовал большой поход на пограничные литовские владения. Русская рать, состоящая из пяти полков, под предводительством князя Михаила Ивановича Колышка-Патрикеева, вторглись в литовские территории и захватила города Мезецк, который сдался добровольно, Серпейск и Опаков, которые были осаждены, взяты штурмом и сожжены. Верховские служилые князья Семён и Дмитрий Фёдоровичи со своими дружинами участвовали в походе русской рати.
В феврале 1494 года в Москве был заключен "вечный мир" между Великим княжеством Московским и Великим княжеством Литовским. Новый великий князь литовский Александр Ягеллон (1492—1506), сын и преемник Казимира Ягеллончика, вынужден был признать переход большинства верховских князей, в том числе и Семёна Фёдоровича, вместе с их уделами на службу к великому князю московскому Ивану III Васильевичу.
В 1496 году из своей болезни князь Семён Фёдорович не смог принять участие в войне Русского государства со Швецией (1495—1497). В походе русской рати на Выборг участвовали его брат Дмитрий Фёдорович и племянник Иван Михайлович со своими дружинами.

## Семья
Женат дважды:
1. Дочь князя Ивана Андреевича Можайского[источник не указан 2212 дней],
2. Дочь князя Ивана Васильевича Ярославского[источник не указан 2212 дней].

Несмотря на это, князь Семён Фёдорович скончался, не оставив после себя детей. После его смерти, удельное княжество перешло во владение великому князю московскому Ивану III Васильевичу, который завещал его своему сыну Юрию Ивановичу Дмитровскому.